# 白浜海水浴場前駅
白浜海水浴場前駅（しらはまかいすいよくじょうまええき）は、長崎県南島原市口之津町町名にあった島原鉄道島原鉄道線の駅（廃駅）である。

## 歴史
- 1932年（昭和7年）11月15日：口之津鉄道により女学校前駅（じょがっこうまええき）として開設。
  - 「女学校」は駅近くの長崎県立口加高等女学校（現・長崎県立口加高等学校）を指す。
- 1943年（昭和18年）7月1日：会社合併により、島原鉄道の駅となる。
- 時期不明（戦後）：廃駅となる。
- 1973年（昭和48年）10月1日：再開設。同時に白浜海水浴場前駅に改称。
- 1986年（昭和61年）4月：新待合室竣工[1]。
- 2008年（平成20年）4月1日：島原外港 - 加津佐間の廃線により、再び廃駅となる。

## 駅構造
単式ホーム1面1線を有する地上駅であった。
駅舎は無く、ホーム上に待合所と飲料類の自販機が設置されていた。ホーム口之津方に出入口があった。無人駅。

## 利用状況
営業最終年度である2007年度の年間乗車人員は71,544人、降車人員は75,861人であった。
| 年度               | 年間 乗車人員 | 年間 降車人員 |
| ------------------ | ------------- | ------------- |
| 1997年（平成09年） | 63,825        | 64,339        |
| 1998年（平成10年） | 61,547        | 61,497        |
| 1999年（平成11年） | 56,875        | 57,592        |
| 2000年（平成12年） | 86,700        | 87,946        |
| 2001年（平成13年） | 70,143        | 71,586        |
| 2002年（平成14年） | 68,386        | 70,349        |
| 2003年（平成15年） | 66,674        | 69,464        |
| 2004年（平成16年） | 74,838        | 77,588        |
| 2005年（平成17年） | 83,357        | 85,773        |
| 2006年（平成18年） | 76,451        | 79,455        |
| 2007年（平成19年） | 71,544        | 75,861        |

## 駅周辺
駅前には白浜海水浴場が広がっている。
- 白浜団地
- 長崎県立口加高等学校
- 国道251号
- 久木山簡易郵便局

## 隣の駅
島原鉄道
島原鉄道線
口之津駅 - 白浜海水浴場前駅 - 加津佐駅